# Atanus coronatus
Atanus coronatus är en insektsart som beskrevs av Berg 1879. Atanus coronatus ingår i släktet Atanus och familjen dvärgstritar. Inga underarter finns listade i Catalogue of Life.